# Абу Насир Мухаммад Хиндал-мирза
Шахзаде Абу Насир Мухаммад Хиндал-мирза (4 марта 1519 — 20 ноября 1551) — могольский принц из династии Бабуридов, младший сын Бабура, основателя Империи Великих Моголов и первого императора Великих Моголов. Старший брат Гульбадан-бегум (автора книги «Хумаюн-наме»), младший брат второго императора Великих Моголов Хумаюна, родной дядя и тесть третьего императора Великих Моголов Акбара.

## Ранняя жизнь

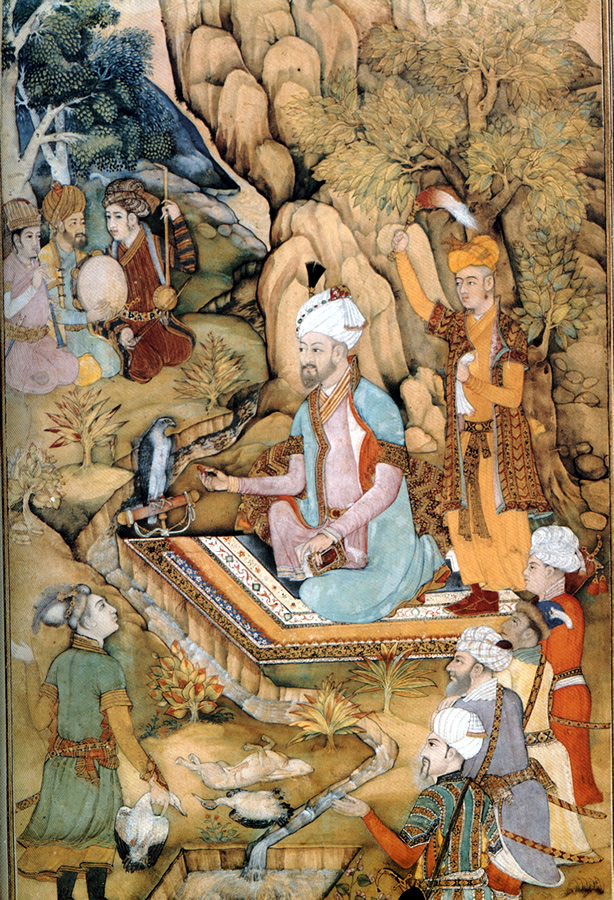
Первый император Великих Моголов Бабур, отец Хиндала

Абу Насир родился 4 марта 1519 года в Кабуле (Афганистан). Младший (восьмой) сын Захар-ад-дина Мухаммада Бабура. Его матерью была Дильдар Ага-бегум (Дильдар Агача), дочь тимурида Султана Махмуд-мирзы и двоюродная сестра Бабура. Услышав новость о рождении своего младшего сына, Бабур назвал его «Хиндал» т(по-тюркски — «Берущий Индию»), так как принц, когда Бабур был на пути к завоеванию «Хинда» (Индии). Через два года после рождения принц и его сестра Гульбадан-бегум были переданы на воспитание Махам-бегум, главной супруги Бабура и матери его старшего сводного брата Хумаюна.
Среди своих братьев и сестер Хиндал-мирза был наиболее близок со своей сестрой Гульбадан Бегум (1524—1603).
Хиндал также был любимцем своего отца, когда Хумаюн потерял благосклонности Бабура в последние годы его жизни. На своём смертном одре в Агре Бабур отчаянно просил увидеть своего младшего сына Хиндала (который в то время вел находился в Кабуле), а не Хумаюна.

## Брак и дети

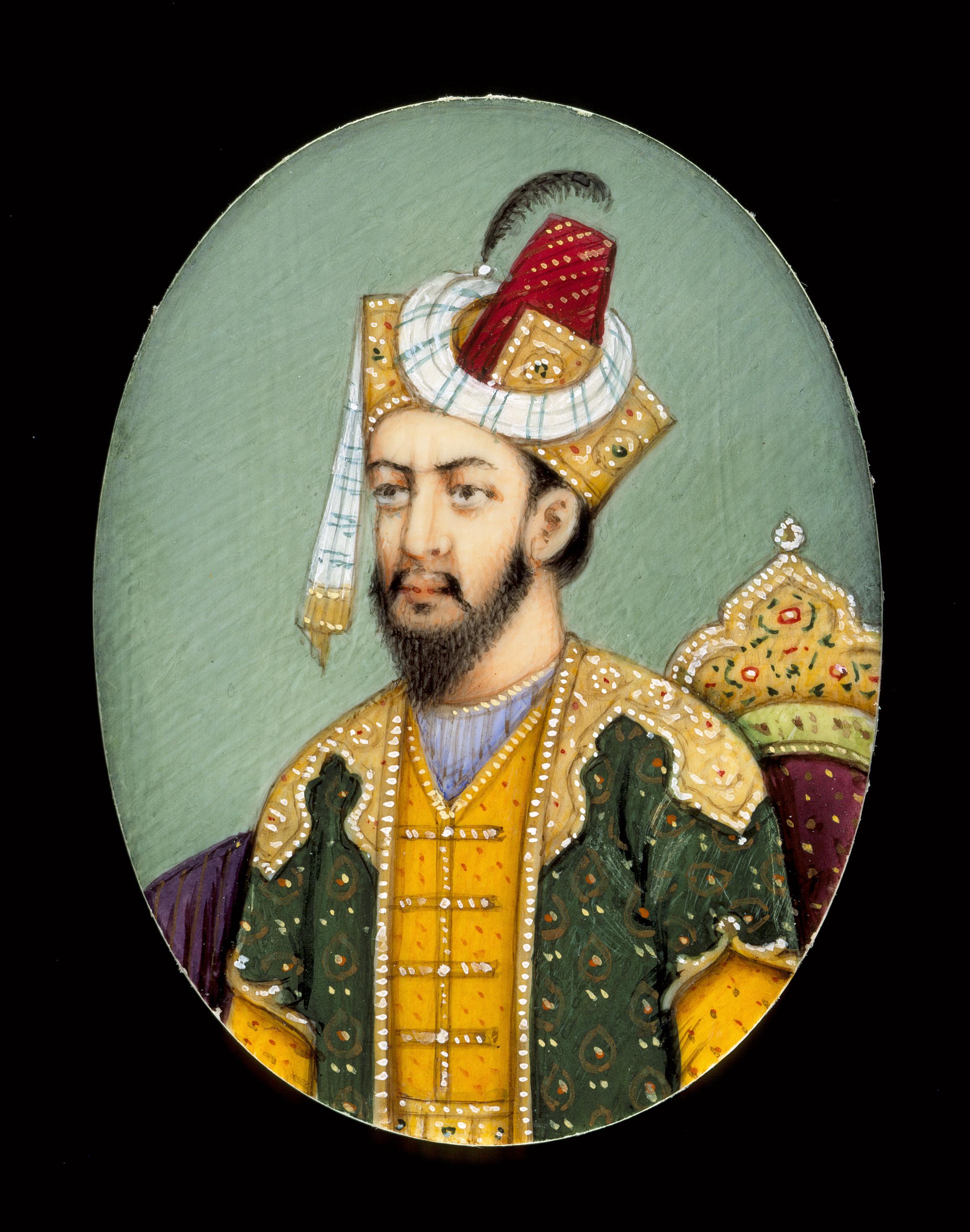
Второй император Великих Моголов Хумаюн, старший брат Хиндала

В 1537 году Хиндал-мирза женился на своей двоюродной сестре, Султанам Бегум, в Агре. Она была дочерью Мухаммада Мусы Ходжи и младшей сестрой Махди Ходжи, который был шурином Бабура, будучи мужем его сестры, Ханзады бегум (ок. 1478—1545). Султанам воспитывалась бездетной теткой Хиндала, Ханзаде бегум, чтобы стать женой Хиндала в будущем.
В честь их свадьбы Ханзада-бегум устроила грандиозный пир, который описан в Хумаюн-наме. Праздник, известный как «мистический пир», был грандиозным событием, и, по словам Гульбадан Бегум, он был «самым великолепным и интересным», на котором присутствовали бесчисленные императорские и королевские гости, а также высокопоставленные придворные эмиры. Гульбадан далее заявила, что такой свадебный пир ранее не устраивался ни для каких других детей Бабура. Махди Ходжа подарил своему шурину Хиндалу большое количество приданого, а Ханзада Бегум также сделала экстравагантные подарки. У супругов было две дочери:
- Шахзади Рукийа Султан-бегум Сахиба (1542—1626), супруга третьего могольского императора Акбара Великого (1542—1605)
- Шахзади Султан Бегум Сахиба, муж — Шах Кули Хан Махрам, субадар Лахора и Мултана (1575—1578).

В 1541 году, когда шли переговоры о браке между Хумаюном и Хамидой Бану Бегум (ок. 1527—1604), и шахзаде Хиндал-мирза, и его супруга Хамида резко выступили против этого брака, возможно, потому, что они были связаны друг с другом. кажется вероятным, что Хамида была влюблена в Хиндала, хотя есть только косвенные доказательства этого. В своей книге Хумаюн-наме, сестра Хиндала и близкая подруга Хамиды, Гульбадан Бегум, указала, что в те дни Хамиду часто видели во дворце её брата и даже во дворце их матери Дилдар Бегум. Отец Хамиды, Шейх Али Акбар Джами, также был одним из наставников Хиндала.

## Наместничества

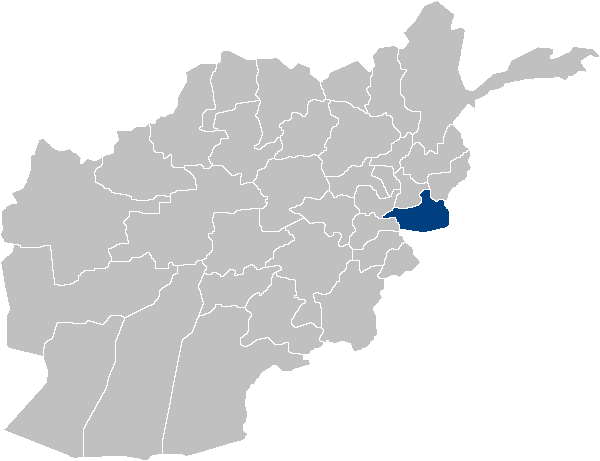
Провинция Нангархар на территории современного Афганистана, место гибели принца Хиндала

Первое назначение Хиндала на пост субадара (наместника) произошло в Бадахшане (Афганистан), когда принцу было десять лет. Старшие сводные братья Хиндала, принцы Хумаюн и Камран-мирза, посовещались и убедили юного принца принять руководство в Бадахшане. После вторжения в Индию в 1525—1526 годах, Хиндал-мирза на краткий период был назначен Бабуром наместником Бадахшана, а в 1529 году вновь получил Бадахшан. На момент смерти своего отца 11-летний Хиндал занимал посты наместника Кабула и Кандагара.
После вступления на императорский престол Хумаюна в том же году, Хиндал получил Алвар (любимое место Бабура) в дополнение к Малве. Кроме того, Хумаюн пожаловал ему провинции Газни и Меват в качестве джагира, а Камран-мирза получил Кандагар.

## Осады Каннауджа
В 1537 году Шер-шах Сури разорил все провинции к югу от Бихара до Ганга, а Мухаммад Султан Мирза поднял восстание в верхних провинциях. Мухаммад Султан, подчинив своей власти провинции на левом берегу Ганга, избрал своей резиденцией город Бильграм. Он отправил своего сына Улуг-Мирзу с большим войском на город Джаунпур, который был им осажден. Другой его сын, Шах-Мирза, захватил Кара-Маникпур и Каннаудж.
Император Хумаюн отправил на подавление восстания войска под командованием своего младшего брата Хиндал-мирзу, который вновь взял Канаудж. Мухаммад Султан Мирза, соединившись со своим сыном Шах-Мирзой и не дождавшись другого сына Улуг-Мирзы, вступил в сражение с Хиндалом. Моголы одержали победу, заняли Бильграм и продолжили преследование отступающего противника. Вскоре Мухаммад Султан соединился с войском своего сына Улуг-Мирзы. Противники простояли друг против друга почти два месяца. Вскоре Мухаммад Султан Мирза получил сведения, что император Хумаюн уехал из Манду в Агру, и дал второе сражение могольской армии. Хиндал-мирза одержал новую победу. Мухаммад Султан Мирза с тремя сыновьями бежал в Куч-Бихар. Хиндал-мирза взял Джаунпур, но вскоре оставил армию и присоединился к своему старшему брату в столице.

## Восстание в Агре и провозглашение себя императором
В 1537 году император Хумаюн в сопровождении своих братьев, принцев Аскари-мирзы и Хиндала-мирзы, выступил в поход против правителя Бихара и Бенгалии Шер-шаха Сури. Могольские войска захватили Бенгалию. 19-летний принц Хиндал, младший брат Хумаюна, получил приказ стать лагерем на полпути по Гангу, чтобы защитить тыл Хумаюна от возможного нападения со стороны Шер-шаха. Хиндал-мирза самовольно покинул свои позиции и двинулся на Агру. Хумаюн провел девять месяцев в Гауре, предаваясь удовольствиям, а Шер-шах тем временем взял Бенарес, осадил Джаунпур и разграбил всю местность вплоть до Каннауджа. Хиндал вступил в Агру, где поселился в королевском дворце и вел себя как настоящий император. Хумаюн послал почтенного шейха Бахлула урезонить Хиндала, но последний убил старика и начал уже открытый мятеж, повелев упоминать в хутбе свое имя и двинув войско на Дели. В то же время другой брат, Камран-мирза, также с 12-тысячным войском двинулся на Дели из своих владений в Пенджабе — якобы с целью помочь Хумаюну, но в действительности, как показали его дальнейшие действия, с намерением предъявить свои претензии на гибнущую империю брата. Он отговаривал Хиндала от дальнейшего открытого неповиновения, а сам после взятия Кандагара закрепил за собой Афганистан и Пенджаб. При приближении Камрана Хиндал-мирза оставил осаду Дели и отступил в Агру. Камран-мирза оставил Дели нетронутым и выступил за Хиндалом в Агру. При приближении Камрана Хиндал-мирза уехал в Алвар, но вскоре присоединился к армии Камрана. Братья отправились на помощь Хумаюну, но затем вернулись в Агру. В битвах у Чауса (июнь 1539 года) и Каннаудже (май 1540 года) Хумаюн потерпел два поражения от Шер-шаха Сури.

## Последние годы

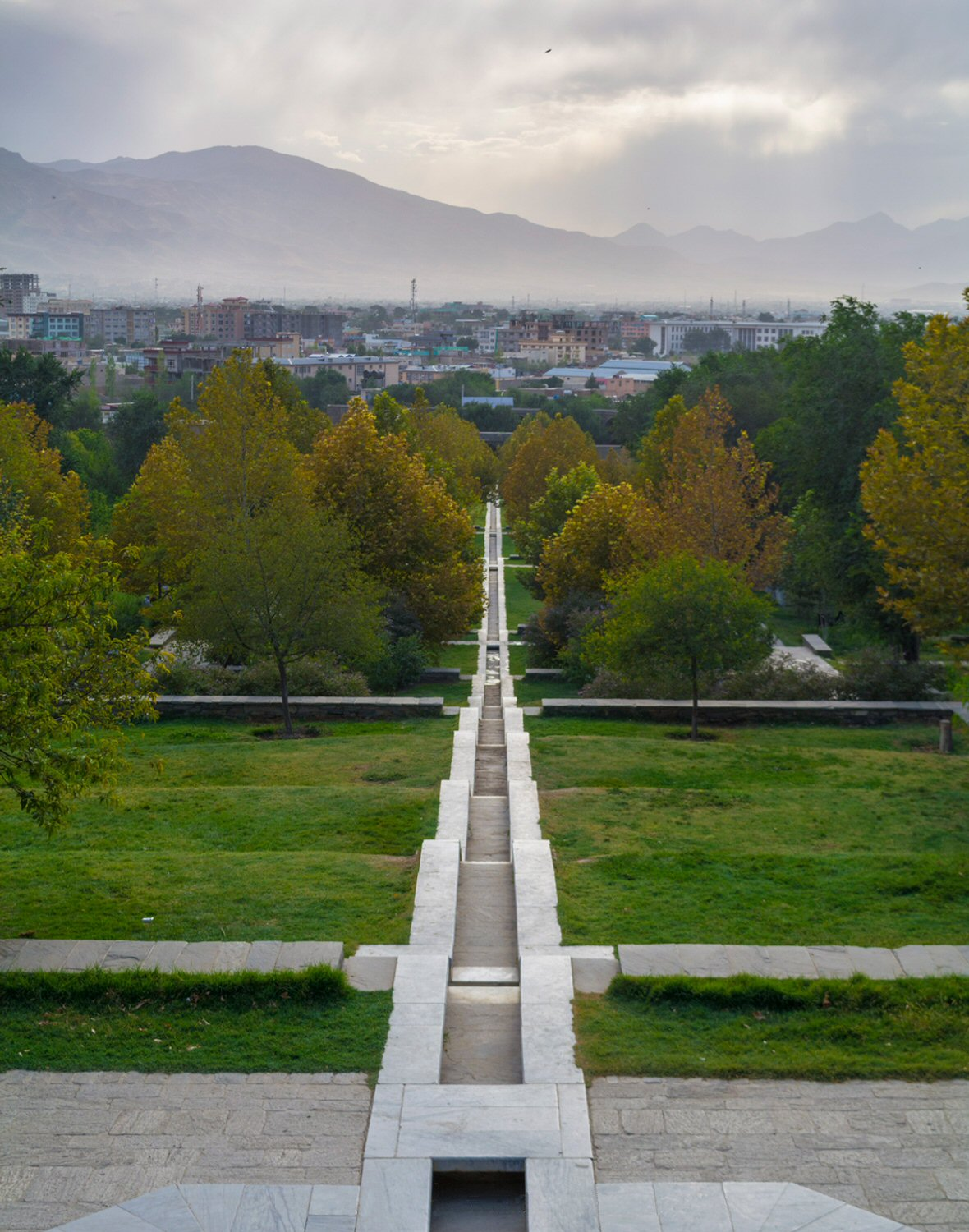
Сады Бабура в Кабуле (Афганистан)

Хумаюн с семьей и братом Хиндалом бежал из Агры и Дели в Лахор, а оттуда в Синд. Летом 1541 года Хиндал неоднократно просил Хумаюна разрешение напасть на богатую провинцию Сехван в Синде, но не получал разрешения из-за переговоров Хумаюна и Шаха-Хусейна. Также Хиндал-мирза выступал против заключения брака между Хумаюном и Хамидой Бану Бегум. Хиндал-мирза, поссорившись с Хумаюном, бросил его и со своим отрядом вернулся в Афганистан, где стал править в Кандагаре. Вскоре Камран-мирза изгнал Хиндала из Кандагара за то, что тот отказался читать хутбу на имя Камрана, и Хиндал жил теперь в насильственном изгнании в Кабуле, практически под домашним арестом. Кандагаром по воле Камрана правил Аскари-мирза.
В 1545 году Хумаюн с персидским войском захватил Кандагар и Кабул. Дальнейшая борьба между Хумаюном и Камраном продолжалась восемь лет. Хиндал после возвращения Хумаюна неизменно хранил ему верность и погиб в 1551 году, сражаясь за него. 20 ноября 1551 года в провинции Нангархар во время ночного нападения Камрана-мирзы на лагерь Хумаюна 32-летний Хиндал-мирза был убит. Тело Хиндала вначале было доставлено в Джи-Шахи, а через некоторое время в Сады Бабура в Кабуле, где он был похоронен у ног своего отца, императора Бабура.